# موقعیت زمین در جهان
دانش مربوط به موقعیت زمین در جهان حاصل ۴۰۰ سال مشاهدات تلسکوپی است که با شروع قرن بیستم بسیار توسعه یافت. در آغاز چنین پنداشته می‌شد که زمین در مرکز جهان است و جهان تنها شامل سیاراتی می‌شد که با چشم غیر مسلح قابل رؤیت بودند و یک کره بیرونی از ستارگان ثابت.
پس از پذیرش مدل خورشید مرکزی در قرن هفدهم، مشاهدات ویلیام هرشل و دیگران نشان داد که خورشید در یک کهکشان دیسک مانند از ستارگان قرار دارد.
در قرن بیستم مشاهدات سحابی مارپیچی نشان داد که کهکشان راه شیری یکی از میلیاردها کهکشانی است که در یک جهان در حال انبساط به شکل خوشه‌ها و ابرخوشه‌ها در کنار هم گروه‌بندی شده‌اند. در اواخر قرن بیستم، ساختار کلی جهان قابل مشاهده واضح‌تر می‌شد و مشخص شد که ابرخوشه‌ها در کنار هم تشکیل شبکه عظیمی از رشته‌کهکشانها و فضاهای پوچ می‌دهند. ابرخوشه‌ها، رشته کهکشان‌ها و فضاهای پوچ بزرگ‌ترین ساختارهای پیوسته قابل مشاهده در جهان هستند.
در مقیاس‌هاس بزرگتر (بیش از ۱۰۰۰ مگاپارسک) جهان همگن است یعنی همه بخشهای آن به‌طور متوسط چگالی، ترکیب و ساختار یکسانی دارند.
از آنجا که می‌دانیم جهان هیچ مرکز یا لبه‌ای ندارد هیچ نقطعه مرجع مشخصی برای ترسیم موقعیت کلی زمین وجود ندارد. از آنجا که تعریف جهان قابل مشاهده، ناحیه‌ای از جهان است که توسط ناظر زمینی قابل مشاهده است، در نتیجه به دلیل ثابت بودن سرعت نور، زمین در مرکز جهان قابل مشاهده زمین است. می‌توان ارجاعاتی به موقعیت زمین نسبت به ساختارهای مشخصی که در مقیاس‌های مختلف وجود دارند، بدهیم. هنوز مشخص نشده‌است که کل جهان متناهی یا نامتناهی است. فرضیه‌های متعددی نیز مطرح شده‌است که جهان شناخته‌شده را تنها نمونه‌ای از یک چندجهانی بزرگتر می‌دانند؛ هرچند که هیچ شواهد مستقیمی مبنی بر وجود چندجهانی در دست نیست و برخی نیز این فرضیه را ابطال‌ناپذیر خوانده‌اند.